# Цветков, Владимир Петрович
Владимир Петрович Цветков (04.11.1916 — около 1998) — инженер-строитель, лауреат Ленинской премии (1962).
Родился в 1916 году в Москве. Окончил Московский инженерно-строительный институт (1940). Работал инженером, зам. начальника строительного управления.
С 1941 г. участник Великой Отечественной войны, адъютант командира штурмовой инженерно-сапёрной бригады РГК, лейтенант. Награждён медалями «За отвагу», «За оборону Ленинграда», орденом Отечественной войны II степени (1985).
- 1945—1948 главный инженер Владивостокского стройуправления;
- 1948—1949 начальник ПТО управления Севастопольстроя;
- 1949—1952 начальник ПТО Херсонского треста;
- 1952—1957 начальник управления, главный инженер Калининского стройтреста;
- 1957—1961 зам. начальника управления строительства Калининского совнархоза;
- 1961—1966 зав. кафедрой технологии и организации строительства Калининского торфяного (политехнического) института.
- С 1976 г. вышел на пенсию[1].

## Награды и звания
- Доцент (1963).
- Лауреат Ленинской премии (1962) — за разработку и внедрение в строительство сборных деталей и конструкций из силикатного (бесцементного) бетона.